# 米利尼基 (諾索夫卡區)
50°48′12″N 31°45′32″E / 50.80333°N 31.75889°E
米利尼基（烏克蘭語：Мильники），是烏克蘭北部的村莊，隸屬切爾尼希夫州的尼任區。該村始建於1939年，面積0.3平方公里，海拔高度131米，2001年人口76，人口密度每平方公里253.3人。